# جنبش علیگر

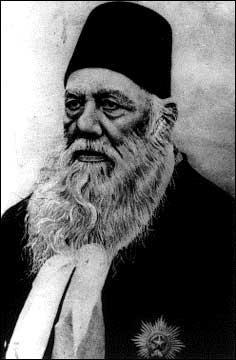
سید احمد خان

جنبش علیگر تلاشی برای ایجاد یک سامانه نوین آموزشی برای جمعیت مسلمان هند بریتانیا در دهه‌های آخر سده نوزدهم بود. نام این جنبش از این واقعیت ناشی می‌شود که هسته و ریشه آن در شهر علیگر در شمال هند و به ویژه با تأسیس کالج شرقی و انگلیس شرقی در آن در سال ۱۸۷۵ بود. بنیانگذار کالج شرقی و سایر موسسات آموزشی که از آن شکل گرفتند، سید احمد خان بود. او به چراغ اصلی جنبش گسترده‌تر علیگر تبدیل شد.
اصلاحات آموزشی یک پایگاه و انگیزه را برای جنبشی بزرگ‌تر ایجاد کرد؛ یک نوزایی اسلامی در هند که پیامدهای عمیقی بر دین، سیاست، فرهنگ و جامعه شبه هند گذاشت.